# Se på mej
Chansons représentant la Suède au Concours Eurovision de la chanson
Stjärnorna
(1994) Den vilda
(1996)
Se på mej (en français, « Regarde-moi ») est la chanson représentant la Suède au Concours Eurovision de la chanson 1995. Elle est interprétée par Jan Johansen. Elle est sortie en single sous le titre Se på mig.
La chanson deviendra la meilleure vente de singles suédois du Sverigetopplistan à la première place à deux reprises. Le 21 avril 1995, il atteint la première place, y restant cinq semaines, puis revient le 9 juin 1995 pendant encore quatre semaines.

## Eurovision
Le Melodifestivalen le 24 février 1995 est la sélection représentant la Suède au Concours Eurovision de la chanson. 986 chansons furent soumises à SVT pour le concours. Après un premier tour de dix chansons  qui en retient la moitié, Se på mej remporte le second tour avec 64 points, trois points devant Det vackraste interprétée par Cecilia Vennersten.
Avant le concours, la chanson suédoise est donnée favorite par les parieurs.
La chanson est la 18e de la soirée, suivant Sti fotiá interprétée par Alexandros Panayi pour Chypre et précédant Fra Mols til Skagen interprétée par Aud Wilken pour le Danemark.
À la fin des votes, elle obtient 100 points et finit troisième des vingt-trois participants.
Elle a une version en anglais Another Night.

### Points attribués à la Suède
| 12 points                        | 10 points          | 8 points                        | 7 points             | 6 points               |
| -------------------------------- | ------------------ | ------------------------------- | -------------------- | ---------------------- |
| - Allemagne - Danemark - Irlande | - Pologne          | - Autriche - Norvège - Portugal |                      | - Royaume-Uni - Russie |
| 5 points                         | 4 points           | 3 points                        | 2 points             | 1 point                |
|                                  | - Chypre - Islande | - France - Malte                | - Bosnie-Herzégovine | - Slovénie - Turquie   |

## Accueil critique
Le magazine paneuropéen Music & Media écrit : « Le numéro 3 du Concours Eurovision de la chanson à Dublin [Jan Johansen] s'avère être un homme endurant, car la radio reprend régulièrement sa ballade AOR, qui a une ligne de synthé à la Streets of Philadelphia de Bruce Springsteen ».

## Classements
| Classement (1995)          | Meilleure position |
| -------------------------- | ------------------ |
| Europe (Eurochart Hot 100) | 40                 |
| Norvège (VG-lista)         | 7                  |
| Suède (Sverigetopplistan)  | 1                  |

| Classement (1995)         | Position |
| ------------------------- | -------- |
| Suède (Sverigetopplistan) | 2        |